# Stanisław Wisłocki

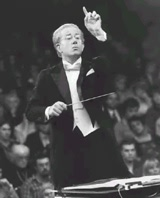
Stanisław Wisłocki

Stanisław Wisłocki (* 7. Juli 1921 in Rzeszów; † 31. Mai 1998 in Warschau) war ein polnischer Komponist, Dirigent, Pianist und Musikpädagoge.

## Leben und Wirken
Wisłocki begann seine musikalische Ausbildung bei Seweryn Barbag in Lemberg. Er studierte dann in Temeswar und Bukarest Dirigieren und Komposition bei George Simonis und Klavier bei Emil Michail. Von 1942 bis 1945 war er Schüler von George Enescu. In Rumänien begann auch seine Laufbahn als Pianist und Dirigent.
1945 kehrte er nach Polen zurück und übernahm die Leitung des Warschauer Kammerorchesters. 1947 gründete er das Sinfonieorchester von Posen, das er elf Jahre lang leitete. Von 1961 bis 1967 war er Dirigent an der Warschauer Nationalphilharmonie und von 1978 bis 1982 künstlerischer Leiter des Rundfunksinfonieorchesters in Kattowitz. Er trat in ganz Europa, den USA, Südamerika und Japan auf und erhielt u. a. den Grand Prix du Disque der Akademie Charles Cros für eine Aufnahme des Zweiten Klavierkonzerts von Sergei Rachmaninow mit Swjatoslaw Richter sowie Preise des polnischen Kultusministeriums und des polnischen Komponistenverbandes.
1951 übernahm Wisłocki die Leitung einer Dirigentenklasse an der Staatlichen Musikhochschule in Posen, 1955 wurde er Professor an der Höheren Staatlichen Musikschule in Warschau. Zu seinen Schülern zählten u. a. Tomasz Bugaj, Zbigniew Graca, Jacek Kaspszyk, Szymon Kawalla, Wojciech Michniewski, Andrzej Straszyński, Rubén Silva, Tadeusz Wojciechowski und Henryk Wojnarowski.

## Werke
- Na rozstajach, sinfonische Dichtung (1942)
- Sonata für Violine und Klavier (1942)
- Sonata na tematy Scarlattiego für Klavier (1942)
- Zwei Klaviersuiten (1943)
- Klavierquartett (1943)
- Symfonia nr 1 (1944)
- Cztery poematy für Tenor und Kammerorchester (1944)
- Taniec zbójnicki für Kammerorchester (1945)
- Uwertura für Kammerorchester (1945)
- Nokturn für Orchester (1947)
- Klavierkonzert (1949)
- Symfonia o tańcu für Orchester (1951)
- Ballada symfoniczna für Orchester (1952)